# Kévin Kaba
Kévin Kaba (ur. 8 czerwca 1994 w Montreuil) – francuski siatkarz, grający na pozycji środkowego..

## Sukcesy klubowe
Mistrzostwo Francji:
- 2016[3]
- 2013, 2014, 2015

Superpuchar Francji:
- 2013

Puchar CEV:
- 2014

## Sukcesy reprezentacyjne
Mistrzostwa Europy Kadetów:
- 2011